# ميدان غاردين نزده
ميدان غاردين نزده (الأرمينية: Հրապարակ Նժդեհի Հրապարակ Garegin Nzhdehi hraparak)، ساحة سورين سباندريان  سابقاً (الأرمينية: հրապարակ Սպանդարյանի հրապարակ Souren Spandaryani hraparak)، هي ثاني أكبر ساحة في مدينة يريفان بأرمينيا. يقع في منطقة شنغافيت، إلى الجنوب من وسط المدينة. تتقاطع الساحة مع الشوارع التالية: غارغين نجده، ومانديان، ويغبيروتيان وباغاروناتيات. تم فتح الساحة رسميا في 30 أبريل 1959.
تم نصب تمثال الزعيم البلشفي «سوران سباندريان» في الساحة منذ عام 1990. وقد أعيدت تسمية الساحة بعد اسم البطل القومي الأرميني جارجين نجده في 25 مايو 1991.
تقع محطة مترو ساحة جارجين نجده وقاعة "Metro Theatre" تحت الأرض في الساحة.

## معرض الصور

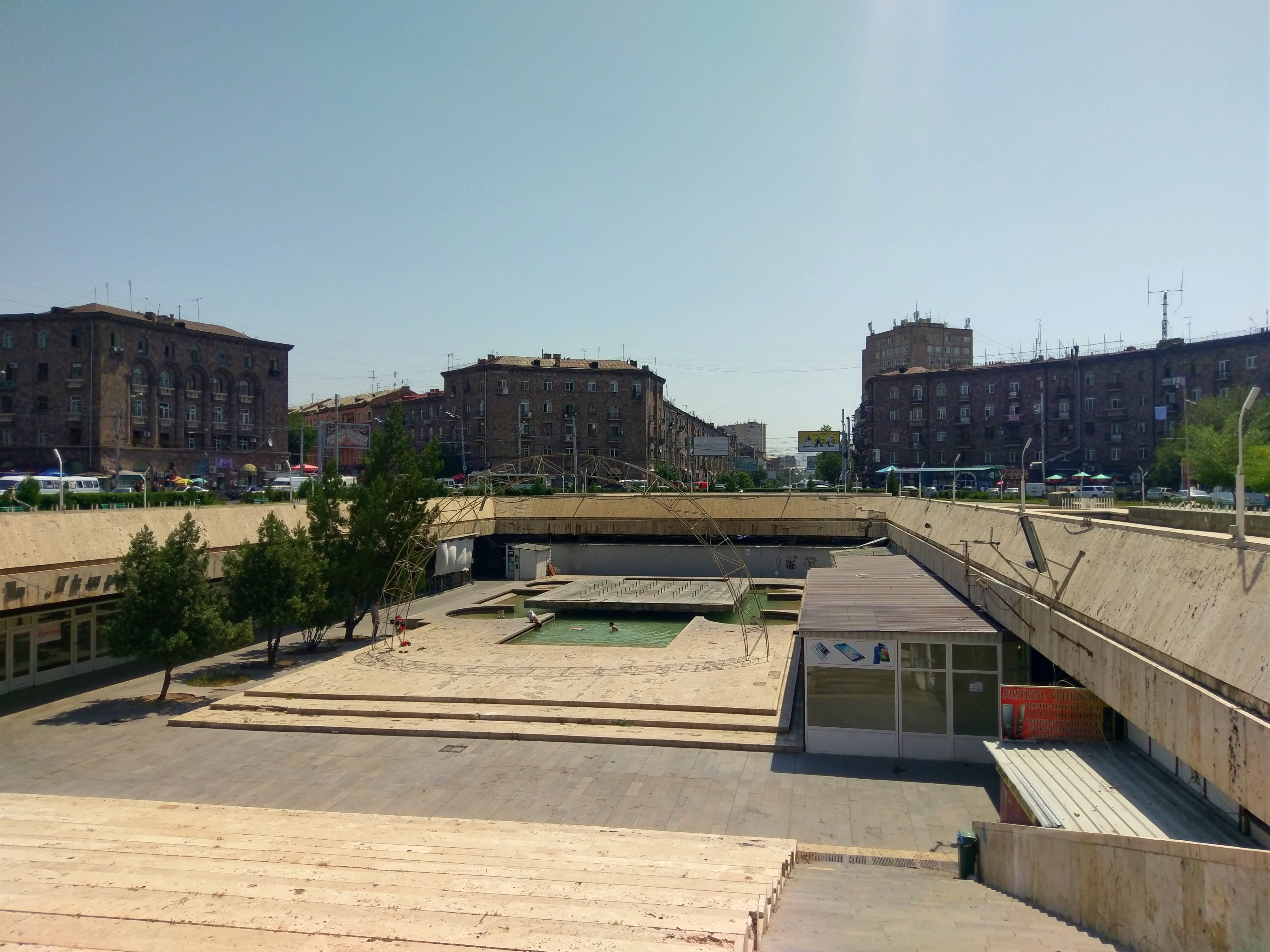
منظر عام للميدان
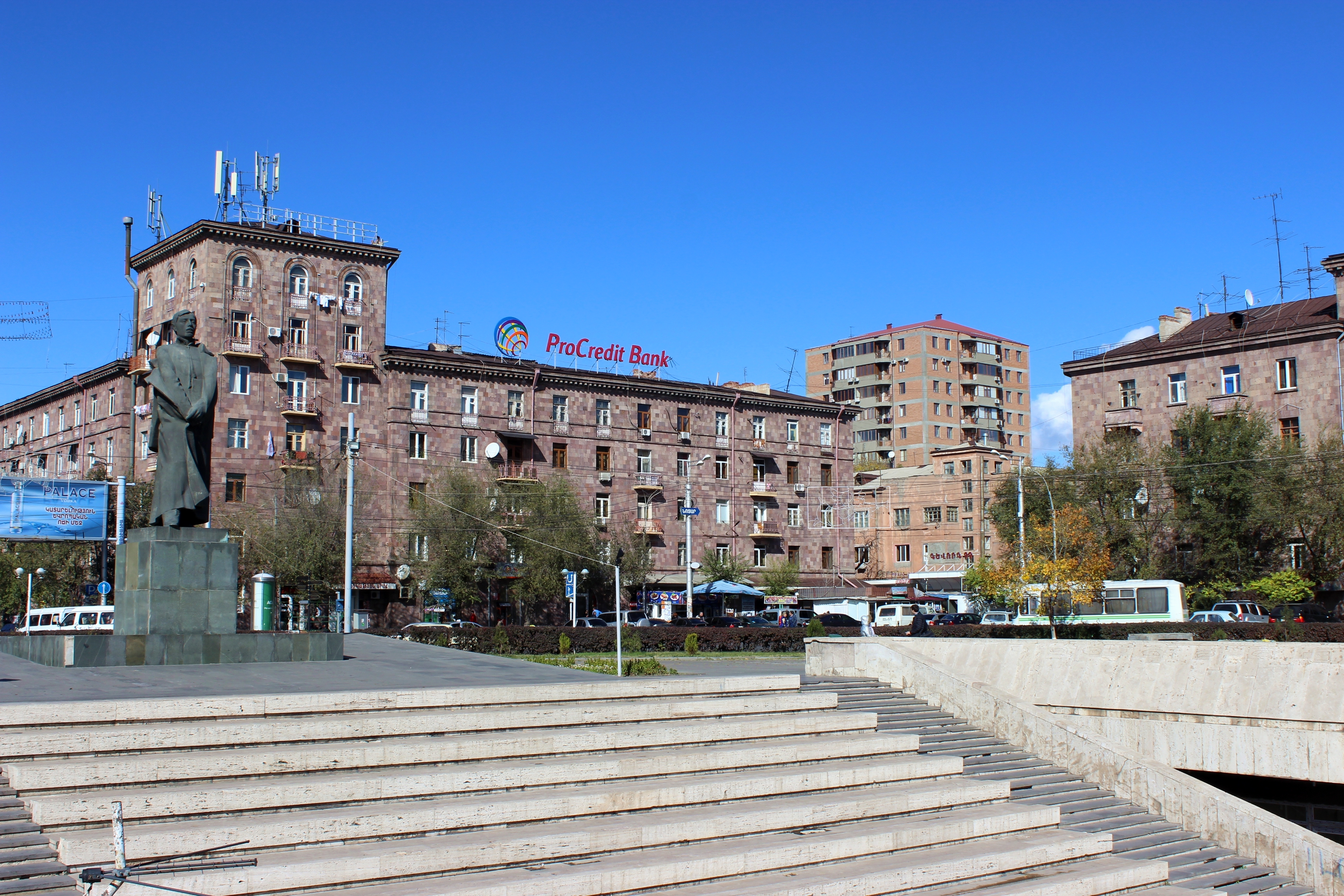
مدخل محطة مترو ميدان غاردين نزده

## وصلات خارجية
- Live cam at Garegin Nezhdeh Square